# Eleccions presidencials de la República de la Xina de 1984
Les eleccions presidencials de la República de la Xina de 1984 (1984年中華民國總統選舉) van ser unes eleccions presidencials i vicepresidencials celebrades el 21 de març de 1984 al territori de la província de Taiwan, a la República de la Xina. La votació tingué lloc al Pavelló Chung-Shan, a Yangmingshan, Taipei. L'aleshores President Chiang Ching-kuo fou reelegit per a un segon mandat junt al fins aleshores Governador de la Província de Taiwan Lee Teng-hui com a Vicepresident. D'acord amb les disposicions transitòries contra la rebel·lió comunista, eren elegibles per a votar en aquests comicis els diputats de l'Assemblea Nacional electes als comicis de 1947, 1969 i 1980. Un total de 1.036 delegats confirmaren la seua assistència a la sessió de votació.
Els fins aleshores Vicepresident, Hsieh Tung-min, va decidir no presentar-se a la reelecció d'un segon mandat degut a la seua avançada edat. El llavors governador provincial de Taiwan Lee Teng-hui, un altre membre del PN nascut a Taiwan, fou elegit com a candidat successor. El President Chiang morí al càrrec el 13 de gener de 1988 i el Vicepresident Lee el succeí com a President de la República de la Xina.

## Resultats

### Presidencials
| Candidat      | Candidat         | Partit                   | Vots  | %      |
| ------------- | ---------------- | ------------------------ | ----- | ------ |
|               | Chiang Ching-kuo | Partit Nacionalista (PN) | 1.012 | 100%   |
| Total         | Total            | Total                    | 1.012 | 100%   |
| Vots vàlids   | Vots vàlids      | Vots vàlids              | 1.012 | 99,22% |
| Vots invàlids | Vots invàlids    | Vots invàlids            | 8     | 0,78%  |
| Vots totals   | Vots totals      | Vots totals              | 1.020 | 100%   |
| Participació  | Participació     | Participació             | 1.036 | 98,46% |

### Vicepresidencials
| Candidat      | Candidat      | Partit                   | Vots  | %      |
| ------------- | ------------- | ------------------------ | ----- | ------ |
|               | Lee Teng-hui  | Partit Nacionalista (PN) | 873   | 100%   |
| Total         | Total         | Total                    | 873   | 100%   |
| Vots vàlids   | Vots vàlids   | Vots vàlids              | 873   | 87,39% |
| Vots invàlids | Vots invàlids | Vots invàlids            | 126   | 12,61% |
| Vots totals   | Vots totals   | Vots totals              | 999   | 100%   |
| Participació  | Participació  | Participació             | 1.036 | 96,43% |